# Aston Martin F1 Team
Aston Martin F1 Team er en Formel 1-konstruktør.
Aston Martin konkurrerede oprindeligt kortvarigt i Formel 1 mellem 1959-1960. Det nye Aston Martin hold var tidligere kendt som Racing Point, men holdet blev omdøbt til Aston Martin før 2021 sæsonen, efter at ejer Lawrence Stroll havde købt en 14,5% andel af Aston Martin.

## Kørere og resultater
| År                                                              | Navn                           | No. | Kørere              | Point | Placering |
| --------------------------------------------------------------- | ------------------------------ | --- | ------------------- | ----- | --------- |
| 1959                                                            | David Brown Corporation        | -   | Roy Salvadori       | 0     | NC        |
| 1959                                                            | David Brown Corporation        | -   | Carroll Shelby      | 0     | NC        |
| 1960                                                            | David Brown Corporation        | -   | Roy Salvadori       | 0     | NC        |
| 1960                                                            | David Brown Corporation        | -   | Maurice Trintignant | 0     | NC        |
| Aston Martin konkurrerede ikke som konstruktør mellem 1961-2020 |                                |     |                     |       |           |
| 2021                                                            | Aston Martin Cognizant F1 Team | 5.  | Sebastian Vettel    | 77    | 7. plads  |
| 2021                                                            | Aston Martin Cognizant F1 Team | 18. | Lance Stroll        | 77    | 7. plads  |